# روزانا كروفورد
روزانا كروفورد (بالإنجليزية: Rosanna Crawford)‏ هي متسابقة بياثل كندية، ولدت في 23 مايو 1988 في كنمور في كندا.

## وصلات خارجية
- روزانا كروفورد على موقع IBU (الإنجليزية)
- روزانا كروفورد على موقع اللجنة الأولمبية الدولية (الإنجليزية)
- روزانا كروفورد على موقع أوليمبيديا (الإنجليزية)
- روزانا كروفورد على موقع اللجنة الأولمبية الكندية (الإنجليزية)